# Riabiny
Riabiny (ros. Рябины) – wieś (dieriewnia) w Rosji, w Kraju Permskim, w rejonie wierieszczagińskim. W 2021 liczyła 566 mieszkańców.